# Nouvelles Éditions latines
Les Nouvelles Éditions latines (NEL) est une maison d'édition française créée en 1928 par Fernand Sorlot dont le nom reste associé à la publication (dans une visée nationaliste anti-hitlérienne) de la première traduction française non autorisée de Mein Kampf d'Adolf Hitler, en 1934.
La ligne éditoriale des NEL se situe généralement dans la mouvance de l'extrême droite traditionaliste.

## Historique

### Création
En avril 1928, Fernand Sorlot, proche du mouvement d'Action française de Charles Maurras, et Marcel Bucard créent les éditions Les Étincelles situées 34 rue des Archives. En février 1931, les Nouvelles Éditions latines sont fondées par un groupe de jeunes écrivains. Le choix de ce nom s'inspire de l'attraction de F. Sorlot pour l'Italie fasciste.
D'abord en dépôt aux Étincelles, elles s'installent à la fin de l'année au 21 rue Servandoni et confient la distribution de leurs ouvrages à la Maison du livre français. Elles sont dirigées par Georges Raeders et par Fernand Sorlot.
Au cours des années 1930, la maison rachète les éditions Bossard ainsi que les éditions Catalogne, consacrées à la littérature étrangère. Certains ouvrages sont publiés sous des marques comme « Fernand Sorlot » ou « Sorlot ».
Le 18 juin 1934 est rendu le jugement dans le procès intenté par l'éditeur munichois d'A. Hitler, Franz-Eher-Verlag, contre la récente traduction de Mein Kampf aux Nouvelles Éditions latines, laquelle traduction est saisie. Sorlot, accusé d'avoir publié la traduction sans autorisation, déclare que c'est volontairement qu'il a passé outre l'interdiction, voulant mettre à la disposition des Français, pour les informer, une traduction non expurgée alors que celle qui a été cédée aux Britanniques et aux Italiens l'est. Il est condamné à ne plus vendre le livre et à détruire les stocks existants et les clichés. Le tribunal de la Seine présidé par Piketty rejette tout préjudice moral subi par l'auteur, absent du procès.

### L'Occupation et l'épuration
Le 10 décembre 1941, Fernand Sorlot accepte l'aide de l'éditeur allemand Paul List Verlag pour publier trois nouvelles collections : « Écrivains du siècle », « Les Chefs-d'œuvre » et « La Vie européenne ». Il est arrêté le 5 septembre 1944, puis remis en liberté le 24.
Entre-temps, le Syndicat des éditeurs décide l'exclusion de Bernard Grasset, Gilbert Baudinière, Jacques Bernard, Jean de La Hire, Henry Jamet et Fernand Sorlot.
Le 6 décembre 1944, Sorlot est de nouveau arrêté ; il est remis en liberté le 17 janvier 1945. Le 17 mai, la Commission nationale interprofessionnelle d'épuration prononce un blâme sans publicité à son encontre. Son jugement a lieu le 15 mai 1948 pour ses activités pendant l'Occupation. Il est condamné à vingt ans d'indignité nationale et à la confiscation de ses biens à concurrence de deux millions de francs de l'époque.
La maison d'édition continue par la suite son activité éditoriale, diffusant également l'éditeur Les Sept Couleurs (maison créée par Maurice Bardèche).

## Les NEL aujourd'hui

### Catalogue éditorial
Les Nouvelles Éditions latines comptent plus de 2 000 titres et plusieurs collections telles :
- « Art et Tourisme » (petites brochures sur le patrimoine régional[9])
- « Le Monde catholique »
- « Le Monde littéraire »
- « Histoire » (comprend de nombreuses sous-sections)

### Quelques auteurs
- Roger Trinquier, L’État nouveau
- Pierre Fontaine
- Jean-Philippe Delsol
- Paul Rassinier, Les Responsables de la Seconde Guerre mondiale[10]
- Gabriel Théry
- Adolf Hitler, Mein Kampf (Mon combat)